# Nani Nani
 (novembre 2023).
Nani Nani est un album de musique improvisée enregistré par le duo John Zorn (qui apparaît sous le nom de Dekoboko Hajime) et Yamataka Eye. Un deuxième album, Naninani II, sera enregistré par le duo en 2004.

## Titres
| No  | Titre                       | Durée |
| --- | --------------------------- | ----- |
| 1.  | Eep Man                     | 1:07  |
| 2.  | Test Tube                   | 3:11  |
| 3.  | Thank You For Not Thinking  | 2:36  |
| 4.  | Pulp Wars                   | 2:57  |
| 5.  | Sticky Beethoven's Pipeline | 1:15  |
| 6.  | Laughing Eskimo             | 1:28  |
| 7.  | Damascus                    | 1:11  |
| 8.  | Yoga Dollar                 | 5:17  |
| 9.  | Propolution                 | 1:36  |
| 10. | My Rainbow Life             |       |
| 11. | Bad Hawkwind                | 18:13 |
| 12. | We Live                     | 0:56  |

## Personnel
- Yamataka Eye - vocal, batterie, jouets
- John Zorn - saxophone, harmonium, guitare, sitar, echantillonneur